# Lithocarpus elegans
Lithocarpus elegans là một loài thực vật có hoa trong họ Cử. Loài này được (Blume) Hatus. ex Soepadmo mô tả khoa học đầu tiên năm 1970.